# Guillermo I de Montferrato
Guillermo I Miagro fue el fundador de la familia Aleramici familia que gobernó Montferrato durante cuatro siglos. Fue el padre de Aleramo de Montferrato, primer marqués de Montferrato. 
De acuerdo con la Gesta Berengarii Imperatoris, Guillermo era un franco que cruzó los Alpes entre el 888 y el 889 dirigiendo una mesnada de 300 soldados. Se dirigían a luchar para Guido de Spoleto contra Berengario de Friuli por la Corona de Hierro de Lombardía. Guillermo se instaló en el norte de Italia, apoyado por Guido, donde recibió el título de comes (conde). Es probable que Guillermo apoyase a Berengario tras la muerte de Guido. Se mantuvo fiel a Berengario durante la rebelión de Adalberto de Ivrea, y por este motivo aparece en 921 citado junto a otros dos condes, Giselberto y Samson, y al arzobispo de Milán, Lamberto, como dilectissimi fideles del Emperador. Guillermo también aparece citado como illustres comites. 
Tras la muerte de Berengario, Guillermo volvió a cambiar sus lealtades. Aparece nombrado por última vez en un escrito de 924 en el que interviene en nombre del obispo de Piacenza a favor de Rodolfo II de Borgoña, pretendiente a la corona de Italia. No se vuelve a saber nada más de él, hasta que en 933 aparece un diploma de su hijo, por lo que su muerte se fija entre 924 y 933. Sin embargo, algunos historiadores del siglo XIX como Malaspina, y otros del siglo XX como Usseglio y Cognasso, consideran que aún estaba vivo en 961 basándose en una defectuosa interpretación de la carta fundacional del monasterio de Grazzano, fundado por Aleramo.
Varias afirmaciones legendarias sitúan sus orígenes y los de su esposa en el reino de Kent y los sajones, aunque no se ha confirmado por ningún documento.
| Predecesor: - | Conde de Montferrato ? - antes de 933 | Sucesor: Aleramo |